# روبرت بي. باركر
روبرت بي. باركر (بالإنجليزية: Robert B. Parker)‏‏ (17 سبتمبر 1932 في سبرينغفيلد - 18 يناير 2010 في كامبريدج، ماساتشوستس) كاتب، وروائي من الولايات المتحدة.

## الجوائز
- جائزة إدغار

## روابط خارجية
- روبرت بي. باركر على موقع IMDb (الإنجليزية)
- روبرت بي. باركر على موقع إن إن دي بي (الإنجليزية)
- روبرت بي. باركر على موقع ديسكوغز (الإنجليزية)
- روبرت بي. باركر على موقع قاعدة بيانات الفيلم (الإنجليزية)